# Babak
Babak (persisch بابک, DMG Bābak) ist ein persischer männlicher Vorname mit der Bedeutung „kleiner Vater“.

## Namensträger
- Babak Khalatbari (* 1975), deutscher Politikwissenschaftler
- Bābak Chorramdin (798–838), persischer Nationalist und Nationalheld aus Âdhurpâdegân
- Babak Najafi (* 1975), iranisch-schwedischer Filmregisseur und Drehbuchautor
- Babak Rafati (* 1970), deutscher Fußballschiedsrichter
- Babak Sandschani (* 1974), iranisch-dänischer Unternehmer und Multimilliardär
- Babak (auch Papak oder Pabag), legendärer Sohn des Sassan bzw. Vater von Ardaschir I.

## Familienname
- Alina Alexejewna Babak (* 2002), russische Schauspielerin
- Edward Babák (1873–1926), tschechischer Physiologe
- Eric Babak (* 1970), belgischer Musiker und Komponist
- Hassan Babak (* 1960), iranischer Ringer
- Mykola Babak (* 1954), ukrainischer Künstler, Schriftsteller, Kunstsammler und Verleger
- Tomáš Babák (* 1993), tschechischer Handballspieler